# Bataille de Tampico (1863)
Pour les articles homonymes, voir Bataille de Tampico (homonymie).
Expédition du Mexique
Batailles
- Fortín
- Las Cumbres
- 1er Puebla
- Barranca Seca
- Cerro del Borrego
- Tampico
- 2e Puebla
- Atlixco
- San Pablo del Monte
- San Lorenzo
- Totoapan
- Morelia
- Campeche
- Veranos
- Tacámbaro
- La Loma
- Parral
- Chihuahua
- Álamos
- Ixmiquilpan
- Bagdad
- Camargo
- Miahuatlán
- Carbonera
- Guayabo
- Villa de Álvarez
- San Jacinto
- Querétaro

La bataille de Tampico a lieu le 19 janvier 1863 dans le port de Tampico, dans l'état de Tamaulipas, au Mexique. Elle oppose des éléments de l'armée républicaine mexicaine, sous le commandement du général Juan José de la Garza et de Desiderio Pavón à l'encontre des troupes françaises commandées par l'amiral Edmond Jurien de La Gravière, pendant la seconde intervention française au Mexique.

## Contexte
Le commandant en chef de l'armée française au Mexique, le général François Achille Bazaine, a envoyé des brigades de soldats au sud de Veracruz dans le but de poursuivre l'avancée française et d'éviter les forces républicaines sur la route d'Orizaba. Les Français avaient passé des marchés avec des marchands étrangers et le général mexicain Albino Lopez, gouverneur de l'État de Tamaulipas, qui avaient promis de donner mille mulets à leurs troupes, s'ils occupaient le port. Pour parvenir à assurer la réunion de ces moyens de transport, le général Élie-Frédéric Forey se résout, en dépit du danger du climat à maintenir une grande partie de ses troupes près de Veracruz, afin d'en faciliter le ravitaillement.
Ensuite, Forey ordonne que cette expédition sur Tampico, ville portuaire de fondation moderne, destinée à faciliter les transports, soit dirigée par l'amiral Edmond Jurien de La Gravière. L'objectif est de mettre un terme à la contrebande de guerre. À cet effet, le 17 novembre 1862, Jurien de La Gravière quitte Veracruz avec une flotte de dix navires et de 1 500 hommes afin de débarquer à Tampico le 22 novembre 1862. Le lendemain, après l'évacuation de la garnison mexicaine, l'occupation du port par le 81e régiment de ligne, commandé par le colonel Édouard Xavier Méry de la Canorgue, est effective, sans rencontrer de résistance.
Or l'occupation des deux principaux ports mexicains, Veracruz et Tampico, prive le Mexique de revenus substantiels, car le pays n'a d'autres sources de revenus que ses douanes, ces deux ports alimentant pour ainsi dire à eux seuls le trésor public.

## Bataille
À la suite de l'occupation française par le 81e régiment de ligne et le 3e régiment de chasseurs d'Afrique, le général Desiderio Pavón, commandant militaire mexicain de Tampico, se retire avec les quelques centaines de soldats dont il disposait. Ne s'estimant pas à même de lutter contre les Français, il se met d'accord avec le général Juan José de la Garza pour que, comme forme de combat, il cerne et harcèle l'ennemi, tandis que des renforts lui étaient envoyés.
Tandis que la canonnière La Lance entre dans le Rio Panuco, elle essuie un feu de mousqueterie sans subir de réels dommages. Outre La Lance, Forey laisse dans le fleuve une chaloupe et deux yachts à vapeur. Les gros bâtiments se tiennent au mouillage de l'île Lobos, prêts à embarquer les mulets promis par le colonel Lopez. Forey s'installant à Tampico se proclame alcade mayor et dispensateur des revenus de la douane.
Pourtant, au début décembre 1862 les soldats français avaient reçu un mandat du général Forey pour se reconcentrer dans le port de Veracruz et évacuer Tampico, dont l'occupation et la défense devenaient une trop lourde charge. À cet effet, après plusieurs escarmouches avec les forces libérales mexicaines, les Français ont commencé à réembarquer afin de quitter Tampico. En raison de fréquentes tempêtes obligeant à chaque instant les navires à s'éloigner d'une côte sans abri, les opérations de réembarquement durent 20 jours pour se terminer le 22 janvier 1863.
Durant ces opérations d'évacuation, les libéraux mexicains, supérieurs en nombre, se contentent d'observer l'ennemi qui ne parvient pas à évacuer la canonnière La Lance de la rivière dont les eaux avaient considérablement baissé, en raison de la grande marée du mois. Bien qu'elle ait été allégée autant que possible, et malgré toutes les précautions, la canonnière s'échoue. À la vue de cet enlisement, La Lance est vivement canonnée par deux pièces mexicaines qui viennent se mettre en batterie à 1 200 mètres. Deux hommes à bord du navire échoué sont tués et neuf autres blessés. L'artillerie de La Tempête et de La Tourmente (deux autres canonnières en dehors de la barre) réduisent au silence les pièces mexicaines, mais Forey, reconnaissant l'impossibilité de renflouer la canonnière échouée, donne l'ordre de l'incendier et de la détruire à coups de canon.

## Résultats
Cette bataille constitue une victoire mexicaine, mais Gustave Léon Niox considère qu'il ne s'agit que d'une « expédition, sans autre résultats que l'acquisition de deux cents et quelques mulets à un prix fort élevé. ». Le caractère mineur de cette bataille est également relevé par l'intendant général Wolf, témoin des faits, affirmant : « Nos troupes étaient rudement éprouvées par le climat et jouaient un rôle ridicule en protégeant les manœuvres d'un intrigant sans valeur. Le colonel de la Canorgue, à bout de patience donna l'ordre d'évacuer la place [...] Cette entreprise manquée produisit dans le Taumalipas un déplorable effet politique ; elle nous coûta une canonnière, La Lance, qui s'échoua sur la barre et ne put pas être relevée, quelques morts, beaucoup de malades, deux tués et vingt blessés, et nous valut en échange deux cents mulets environ. » Les troupes françaises abandonnent Tampico. Le 81e régiment de ligne s'achemine vers Orizaba. Cependant, le 11 août 1863, lorsque le colonel Agathon Hennique réinvestit Tampico, les républicains mexicains ne songent même pas à défendre la ville.